# Ноджихеви (Хобский муниципалитет)
Ноджихеви (груз. ნოჯიხევი) — село в Грузии, на территории Хобского муниципалитета края (мхаре) Самегрело-Верхняя Сванетия.

## География
Село находится в западной части Грузии, на левом берегу реки Хоби, вблизи северо-восточной окраины города Хоби, административного центра муниципалитета. Абсолютная высота — 15 метров над уровнем моря.

## Население
По результатам официальной переписи населения 2014 года, в Ноджихеви проживало 996 человек (481 мужчина и 515 женщин). В национальной структуре населения грузины составляли 99,8 %, русские — 0,2 %.
| Год  | Население, человек |
| ---- | ------------------ |
| 2002 | 1642               |
| 2014 | ↘ 996              |